# Napeogenes flossina
Napeogenes flossina är en fjärilsart som beskrevs av Butler 1873. Napeogenes flossina ingår i släktet Napeogenes och familjen praktfjärilar. Inga underarter finns listade i Catalogue of Life.